# X edició de la Mostra de València
La X edició de la Mostra de València, coneguda oficialment com a X Mostra de València - Cinema del Mediterrani, va tenir lloc entre el 2 i el 10 d'octubre de 1989 a València sota la direcció del recent nomenat José María Morera. A les 3 sales del Cine Albatros, dues sales del Palau de la Música de València, dues a la plaça de l'Ajuntament (Sala Rialto i Sala Juan Piqueras) i cinemes Rex, Capitol i Suizo es van projectar un total de 145 pel·lícules: 16 a la secció oficial, 15 a la secció informativa, 4 a la secció especial, 15 a la retrospectiva dedicada a Alberto Sordi, 16 del Panorama Europeu, 6 en homenatge a René Allio, 9 en homenatge a José Nieto, 20 del Panorama Amèrica, 8 de la secció infantil, 17 pel bicentenari de la Revolució francesa, 9 guanyadors de la Palmera d'Or i 7 de projeccions especials. El cartell d'aquesta edició seria fet per Manuel Boix i la mostra va tenir un pressupost de 160 milions de pessetes. A La Fireta de l'Ajuntament es va fer una exposició pel centenari del naixement de Charles Chaplin.
La gala d'obertura fou presentada per Manuel Granero i Paola Dominguín, es va homenatjar a l'actor Alberto Sordi i es va projectar Gringo vell de Luis Puenzo. la clausura fou presentada per Rosa Solbes López i es va projectar El rey del mambo de Carles Mira. La cerimònia, però, fou considerada un desastre i tot l'equip tècnic de la mostra fou destituït.

## Pel·lícules exhibides

### Secció oficial
- La Rose des sables de Rachid Benhadj [6]
- Al Aragouz de Hany Lasheen
- Qalb El Lel d'Atef al-Tayyeb
- Ovejas negras de José María Carreño Bermúdez
- L'Orchestre rouge de Jacques Rouffio
- Après la guerre de Jean-Loup Hubert
- I fanela me to 9 de Pantelis Vulgaris
- Berlin Yerushalayim d'Amos Gitai
- Ladri di saponette de Maurizio Nichetti
- Disamistade de Gianfranco Cabiddu
- Sabirni centar de Goran Marković
- Badis de Mohamed Abderrahman Tazi
- Layali Ibn Awa de Abdellatif Abdelhamid
- Safa'ih min dhahab de Nouri Bouzid
- Sis de Zülfü Livaneli
- Uçurtmayı Vurmasınlar de Tunç Başaran

### Secció informativa
- Treni niset më shtatë pa pesë de Spartak Pecani
- Camp de Thiaroye d'Ousmane Sembène i Thierno Faty Sow
- Les Folles Années du twist de Mahmoud Zemmouri
- Samak, laban tamr hindi de Ra'fat Mayhī
- Yom mor... yom helw de Khairy Beshara
- Monte bajo de Julián Esteban Rivera
- El mejor de los tiempos de Felipe Vega
- Divine Enfant de Jean-Pierre Mocky
- Zanzibar de Christine Pascal
- Il frullo del passero de Gianfranco Mingozzi
- Snack Bar Budapest de Tinto Brass
- Za sada bez dobrog naslova de Srđan Karanović
- Boj na Kosovu de Zdravko Šotra
- Arab de Fadhel Jaziri i Fadhel Jaïbi
- Zengin Mutfağı de Başar Sabuncu

### Secció especial
- Une histoire de vent de Joris Ivens i Marceline Loridan-Ivens
- Le Peuple singe de Gérard Vienne
- Un médecin des lumières de René Allio
- Cavalli si nasce de Sergio Staino

### Revolució francesa
- Orphans of the Storm (1921) de D. W. Griffith
- La Nuit de Varennes (1982) d'Ettore Scola

### Retrospectiva Alberto Sordi
- Fumo di Londra (1966)[7]
- Polvere di stelle (1973)
- Finché c'è guerra c'è speranza (1974)
- Io so che tu sai che io so (1982)
- Un tassinaro a New York (1987)

### Retrospectiva de José Nieto
- Esquilache (1989) de Josefina Molina
- Hay que matar a B. (1975) de José Luis Borau
- El bosque animado (1987) de José Luis Cuerda

### Secció infantil
- Voglia di rock de Massimo Costa

## Jurat
Fou nomenada president del jurat el director egipci Mohamed Khan i la resta de membres foren el director italià Gianfranco Mingozzi, la productora espanyola Helena Matas, el director turc Erden Kıral i el director iugoslau Emir Kusturica.

## Premis
- Palmera d'Or (1.000.000 pessetes):[9][10]
  - Sis de Zülfü Livaneli 
  - Sabirni centar de Goran Marković
- Palmera de Plata (600.000 pessetes): Uçurtmayı Vurmasınlar de Tunç Başaran
- Palmera de Bronze (400.000 pessetes): Al Aragouz de Hany Lasheen
- Premi Pierre Kast al millor guió: Maurizio Nichetti i Mauro Monti per Ladri di saponette
- Premi FIPRESCI: 
  - Ladri di saponette de Maurizio Nichetti 
  - La Rose des sables de Rachid Benhadj
- Premi del Públic: Ovejas negras de José María Carreño Bermúdez
- Premi Don Quijote: Uçurtmayı Vurmasınlar de Tunç Başaran
- Menció a l'opera prima: Disamistade de Gianfranco Cabiddu
- Menció a la millor interpretació masculina: Omar Sharif per Al Aragouz de Hany Lasheen
- Menció al millor muntatge: Kehena Attia per Safa'ih min dhahab de Nouri Bouzid